# Halocoryne epizoica
Halocoryne epizoica is een hydroïdpoliep uit de familie Zancleidae. De poliep komt uit het geslacht Halocoryne. Halocoryne epizoica werd in 1917 voor het eerst wetenschappelijk beschreven door Hadzi. 